# Theridion hui
Theridion hui là một loài nhện trong họ Theridiidae.
Loài này thuộc chi Theridion. Theridion hui được Chuandian Zhu miêu tả năm 1998.